# Edwin Bouman
Edwin Bouman (Bennekom, 16 februari 1972) is een Nederlands voormalig korfballer en huidig korfbalcoach. Bouman speelde ook korfbal in Tsjechië en was vanwege zijn Tsjechische paspoort ook speler van het Tsjechisch korfbalteam.

## Spelerscarrière

### Begin van carrière
Bouman begon met korfbal bij DVO. In de begin jaren 90 debuteerde hij in het 1e team.
De ploeg van DVO was ambitieus en wilde een stabiele Hoofdklasser worden in deze periode, maar dat lukte niet erg. In 1992 degradeerde DVO in de zaal, als debutant uit de Hoofdklasse. In 1993 degradeerde DVO in de veldcompetitie uit de Hoofdklasse, na 1 seizoen. Wel lukte het DVO om in 1993 in de zaal kampioen te worden en weer terug te promoveren naar de Hoofdklasse. Echter ging dat in seizoen 1993-1994 alweer mis en degradeerde het weer.
De ploeg bleek net niet goed genoeg als stabiele hoofdklasser en wisselde promoties af met degradaties.

### Oost-Arnhem
In 1994 besloot Bouman van club te wisselen en sloot zich aan bij het grote en succesvolle Oost-Arnhem. Onder coach Erik Wolsink kreeg Bouman minuten in het 1e team.
In seizoen 1994-1995  had Oost-Arnhem een sterk team. Met spelers zoals Frank van het Kaar (topscoorder dat seizoen), Ron Steenbergen en Jitte Bukkens deed de ploeg het goed. In de zaalcompetitie werd de ploeg 1e in de Hoofdklasse A met 20 punten. Zodoende plaatste het zich voor de zaalfinale. In de finale werd van tegenstander Deetos verloren met 15-13. Ook in de veldcompetitie ging het op het eind pas mis. Zo werd Oost-Arnhem in de veldcompetitie 2e in de Hoofdklasse A en kon het play-offs spelen. In de play-off serie nam het sportieve wraak op Deetos en won in 2 wedstrijden waardoor de ploeg zich plaatste voor de veldfinale. In deze finale werd verloren van PKC met 23-21. Zo stond Oost-Arnhem in 1 seizoen in beide finales, maar verloor ze allebei.
In het seizoen erna, 1995-1996 deed de ploeg het ook goed. In de zaal plaatste Oost-Arnhem zich weer voor de finale. Dit maal was AKC Blauw-Wit de tegenstander. Oost-Arnhem won de finale overtuigend met 20-13 en was zodoende landskampioen in de zaal.

### České Budějovice
Na 2 seizoenen bij Oost-Arnhem vertrok Bouman voor studie naar Tsjechië. Bouman was op dat moment slechts 24 en al een ervaren korfballer. Hij sloot zich aan bij korfbalclub KCC České Budějovice en zorgde meteen voor een impuls bij de club.
Eerst won hij met de club de IKF Europa Shield van 2001. Hierdoor zette de club zichzelf op de Europese kaart. Ook plaatste de club zich 3 maal voor de Europacup, het hoogste Europese zaalkorfbaltoernooi. In de editie van 2004 deed de ploeg het het beste. De ploeg behaalde de 3e plaats op het toernooi.

### Terug naar Nederland
In 2006, na 10 jaar in Tsjechië ging Bouman weer terug naar Nederland. Voor seizoen 2006-2007 sloot hij zich aan bij zijn vroegere club DVO. DVO speelde in dit seizoen Hoofdklasse, 1 niveau onder de Korfbal League, maar had de amibitie om op het hoogste niveau te komen. Echter degradeerde DVO in dit seizoen uit de Hoofdklasse naar de Overgangsklasse. 
Na 2 seizoenen bij DVO verruilde Bouman en sloot hij zich, net als in de jaren 90 aan bij Oost-Arnhem. Met die ploeg speelde hij wel weer in de Hoofdklasse, maar in 2010 degradeerde de ploeg ook naar de Overgangsklasse. In seizoen 2010-2011 liep Bouman een blessure op waardoor hij weinig meer in actie kon komen. Dit zou zijn laatste seizoen in de korfbaltop zijn.

## Erelijst
- Nederlands kampioen zaalkorfbal, 1x (1996)
- IKF Europa Shield, 1x (2001)

## International
Bouman speelde van 2006 t/m 2010 voor het Tsjechisch korfbalteam. In dienst van Tsjechie speelde hij op het EK van 2006, WK van 2007 en het EK van 2010.
De resultaten op deze toernooien waren goed. Tsjechië won brons op het EK van 2006 en 2010. In 2007 , bij het WK was Tsjechië ook het gastland en ook hier werd Tsjechië 3e van de wereld.

## Coach
Al tijdens zijn spelerscarrière was Bouman coach. Zo was hij assistent-coach bij Koog Zaandijk maar werd hij hoofdcoach van De Meeuwen uit Putten. Hier was hij coach voor seizoen 2015-2016.

### AW.DTV
In 2016 werd Bouwman coach bij het Amsterdamse AW.DTV. Hij had het 2e team onder zich in 2016-2017, maar vanaf 2017-2018 was Bouman hoofdcoach van het 1e team. In  2017-2018 werd AW.DTV 2e in de Hoofdklasse A in de zaal en plaatste zich zodoende voor de play-offs. Echter ging het mis in de play-offs tegen Deetos. AW.DTV verloor en kon niet promoveren naar de Korfbal League. In ditzelfde seizoen in de veldcompetitie deed AW.DTV wel mee in de hoogste competitie, de Ereklasse. Hierin werd nipt degradatie vermeden.

### DOS'46
Bouman werd voor seizoen 2020-2021 aangenomen als nieuwe hoofdcoach van DOS'46. Hiermee verving Bouman de ontslagen coach Pascal Zegwaard die eerder in 2020 bij de club ontslagen werd. In de nasleep van dit ontslag maakten DOS'46 topspelers Jelmer Jonker, Harjan Visscher en Nienke Hintzbergen een overstap naar een andere club. De missie voor Bouman was helder; proberen om het gebroken DOS'46 in de Korfbal League houden.
In zijn eerste seizoen haalde hij met DOS'46 de play-offs. Echter was de 1e ronde van de play-offs het eindstation voor DOS'46 ; het verloor namelijk in de best-of-3 serie tegen Koog Zaandijk in 2 wedstrijden.
In zijn tweede seizoen, 2021-2022, was er een andere competitie-opzet voor de Korfbal League. De league was in 2 poules verdeeld en enkel de beste nummers 3 van elke poule konden zich plaatsen voor de kampioenspoule, vanuit waar de ploeg kans maakt op een plek in de zaalfinale. In poule B, waar DOS'46 in zat, waren de bovenste 2 plekken al snel verdeeld (PKC en DVO). DOS'46 zou samen met KV Groen Geel en TOP strijden om de 3e plek.
Het tweede seizoen bij DOS'46 zou wel het laatste wapenfeit zijn van Bouman als hoofdcoach. Al in januari 2022 werd bekendgemaakt dat dit zijn laatste seizoen zou worden, alleen verliep het einde van de samenwerking sneller dan verwacht. Zo besloot DOS'46 per 2 februari de samenwerking per direct te stoppen. Herman van Gunst werd aangetrokken om het seizoen ad interim af te maken.